# Sulfate de kératane
 (mai 2019).
Le sulfate de kératane ou kératane sulfate est un glycosaminoglycane de structure qui est composé de D-galactose et de N-acétylglucosamine qui sont liés entre eux par des liaisons β(1-4) et β(1-3).
Cet hétéropolymère ne contient pas d'acide glucuronique, mais du galactose à sa place.
Le groupement sulfate est porté par l'atome de carbone 6 soit du galactose (sulfate de kératane de type 1), soit du N-acétylglucosamine (type 2).
Le sulfate de kératane de type 1 est présent dans la cornée, tandis que le type 2 se retrouve dans les tissus conjonctifs lâches....  on le trouve aussi dans le cartilage(les deux types en général).